# Enprocentsmålet
Enprocentsmålet var ett kvantitativt mål för den svenska biståndspolitiken som övergavs 2022 av regeringen Kristersson. FN rekommenderar att 0,7 av bruttonationalinkomsten (BNI) ska avsättas till bistånd på lång sikt. Sverige är ett av få länder som historiskt har en ambition att uppnå detta, även om det tidvis har ifrågasatts i den politiska debatten. FN införde procentmålet 1970 via generalförsamlingen.
Tre länder, Norge, Sverige och Luxemburg, har haft världens högsta statsfinansierade bistånd per bruttonationalinkomst, samtliga kring 1 procent av BNI, och också högst bistånd per capita. Vad gäller europeiska länder uppfyller ytterligare fyra, Danmark, Nederländerna, Storbritannien och Tyskland, FN:s mål om minst 0,7 procent av BNI i bistånd (2020).
De första åren på 2000-talet var det svenska statliga biståndet lägre än målet flera år i följd, men sedan 2006 har det årligen avsatts 1 % i statsbudgeten även om utfallet har varierat mellan 0,93 % och 1,12 % enligt OECD:s biståndskommitté DAC.